# Abril Sánchez
Abril Irene Sánchez (Bahía Blanca, provincia de Buenos Aires; 21 de abril de 1995) es una actriz y modelo argentina conocida por interpretar a Julieta Larraín en la telenovela Esperanza mía y a Jazmín en Divina, está en tu corazón. También interpretó a Laura Contempomi en su etapa más joven en la telecomedia 100 días para enamorarse.

## Carrera
Comenzó estudiando en el estudio de Julio Bocca y continuó su carrera actoral en el instituto de teatro del reconocido actor y director Norman Briski. Luego se cursó en la escuela de Sebastián Mogordoy y en la Universidad Nacional de las Artes (UNA). También se formó en distintas áreas como danza jazz, danza clásica y danza contemporánea.
Como modelo realizó diversas campañas publicitarias para la marca de ropa interior Sweet Victorian.
Su primer trabajo fue en 2015 en la tira  Esperanza mía producida por Pol-ka y emitida por El trece, interpretando a Julieta Larraín. 
En 2016 protagoniza la obra de teatro La Burbuja dirigida por Martin Amuy Walsh y coprotagonizada junto a Juan Santiago Linari, Emily Lucius, Sol Moreno, Bautista Lena, Miranda De la Serna, Federico Venzi, Ornella De Luca y Angelo Mutti Spinetta, en la segunda etapa se sumaron Marco Gianoli, Jerónimo Bosia y Luli Torn. 
En 2017 formó parte del elenco de la fracasada tira juvenil argentino-mexicana Divina, está en tu corazón que se emitió por el El trece, personificando a Jazmín y condujo el programa radial web Alto flash. 
En 2018 participó en dos telenovelas Simona (El trece) encarnando a Zoe y 100 días para enamorarse (Telefe) en donde interpretó a Laura Contempomi en etapa adolescente. Ese mismo año tuvo su primer trabajo en cine como protagonista del thriller Ruleta Rusa, junto al venezolano Gabriel Peralta Rangel. 
En 2020 participa en la serie de Netflix, Puerta 7.
En 2021 hizo su participación en la serie Pequeñas Victorias, interpretando a  Herma.

## Trayectoria

### Cine
| Año  | Título      | Rol        | Notas        | Director           |
| ---- | ----------- | ---------- | ------------ | ------------------ |
| 2018 | Ruleta rusa | Maru Parra | Largometraje | Eduardo Meneghelli |

### Televisión
| Año       | Título                     | Rol                            | Canal    |
| --------- | -------------------------- | ------------------------------ | -------- |
| 2015-2016 | Esperanza mía              | Julieta Larraín                | El trece |
| 2017      | Divina, está en tu corazón | Jazmín                         | El trece |
| 2018      | Simona                     | Zoe                            | El trece |
| 2018      | 100 días para enamorarse   | Laura Contempomi (adolescente) | Telefe   |
| 2020      | Puerta 7                   |                                | Netflix  |
| 2021      | Pequeñas Victorias         | Herma                          | Telefe   |

### Teatro
| Año       | Título     | Rol  |
| --------- | ---------- | ---- |
| 2016-2019 | La Burbuja | Pili |

### Radio
| Año  | Título     | Radio   |
| ---- | ---------- | ------- |
| 2017 | Alto Flash | Y Punto |

## Premios y nominaciones
| 2015 | Fans Awards | Mejor Jugador | Ella misma/Esperanza mía | Nominada |